# Blepharepium priapus
Blepharepium priapus är en tvåvingeart som beskrevs av Nelson Papavero och Georges Bernardi 1973. Blepharepium priapus ingår i släktet Blepharepium och familjen rovflugor.
Artens utbredningsområde är Arizona. Inga underarter finns listade i Catalogue of Life.